# Chorispora greigii
Chorispora greigii är en korsblommig växtart som beskrevs av Eduard August von Regel. Chorispora greigii ingår i släktet hönsrättikor, och familjen korsblommiga växter. Inga underarter finns listade i Catalogue of Life.